# 清原貞雄
清原 貞雄（きよはら さだお、1885年1月10日 - 1964年9月13日）は、日本の歴史学者。広島文理科大学教授。神道史、国体論史の研究で知られる。

## 経歴
出生から修学期
1885年、大分県速見郡南杵築村（現・杵築市）で生まれた。京都帝国大学文学部史学科で学び、1910年に卒業。同大学大学院に進んだ。
研究者として
京都帝国大学大学図書館司書、内務省神社局嘱託を経て、日本大学講師に就いた。1922年より広島高等師範学校教授。1926年に学位論文『徳川幕府神社制度ノ研究』を京都帝国大学に提出して文学博士の学位を取得。1929年に広島高等師範学校が広島文理科大学に改組となって以降は同校教授。1943年に広島文理科大学を筆禍事件のため辞した。
1945年に郷里の大分県に帰郷し、1952年より大分県史料刊行会で『大分県史』を監修した。

## 学問・業績
神道史を中心に、日本思想の形成に関わる道徳史・思想史・文化史を幅広く研究した。戦後は古文書学に手を染めた。戦前期には「日本主義的」ではあるが、「当時往々にして見られた独断的な国粋主義者とは異なり、どこまでも客観的・批判的」であり、このため「戦争末期ある筆禍事件により」大学教授を辞職したという。
『神道沿革史論』
1919年に出版した『神道沿革史論』は、当時「神祇史、神道説しかなかった我国神道学界に神道思想史を扱った著書としては初めての概説書」であり、1932年に書名を『神道史』と改め大幅改訂すると「非常な反響を呼び」、これ以降「神道学を志す者の必読の書」になったという。
内務省神社局『国体論史』
1921年に内務省神社局が刊行した『国体論史』は、当時内務省神社局嘱託であった清原が編述したものである。同書の編纂方針は「先哲の国体に関する論文の要点をなるべく原文のまま掲げる」ことであったが、清原は巻末で特に「余論」と題して持論を述べている。この余論では、神話を根拠として国体の尊厳を説くことの危険性を指摘し、また、憲法学上の天皇機関説と天皇主権説の対立について、天皇主権説を「冷ややかなる法理によりて天皇を神聖視する事を規制せんとす、いわゆる贔屓の引き倒しにして、下は国民の皇室に対する忠義の熱情に水を注ぎ、上は御歴代の聖徳を無にせんとするものなり」と批判し、天皇機関説を擁護した。後に天皇機関説事件で天皇機関説が抹殺されると、清原は『国体論史』を全面改訂し, 1939年に私著の形で出版した。この改訂版では余論を全部削除し、天皇機関説の是非については「現在においては天皇機関説は葬られているのであるから今ここに批判を加うる必要はない」  とのみ述べている。
戦前期に44冊にのぼる多数の著書を出版したが、戦後占領下において7冊の著書をGHQに没収（事実上の発行禁止）された。後に、著書の多いことを尋ねられると、「恥ずかしくてならない。集められるものなら皆集めて焼いてしまいたい気持ちだ」と語ったという 。

## 著作
著書
- 『神道沿革史論』大鐙閣, 1919
- 『明治時代思想史』大鐙閣, 1921
- 『日本文化史 第11巻 江戸時代後期』大鐙閣, 1922
- 『日本国民思想史』宝文館, 1925
- 『神道と日本文化 附・神道史概説』大鐙閣, 1926
- 『日本道徳論』改造社, 1926
- 『国学発達史』大鐙閣, 1927
- 『武士道史十講』目黒書店, 1927
- 『国民精神の史的考察と吾等の覚悟』大阪府督学課, 1928
- 『日本史学史』中文館書店, 1928
- 『修身教授大資料』中文館書店, 1929
- 『提要日出る国』精華房, 1929
- 『日本思想史 第1 (上代国民の精神生活)』中文館書店, 1929
- 『国史講座 第1巻 幕末明治時代史』受験講座刊行会, 1930
- 『思想的先覚者としての山鹿素行』藤井書店(精神科学叢書), 1930
- 『日本道徳史』中文館書店, 1930
- 『日本文化史年表』編 中文館書店, 1930
- 『国民道徳原論』同文書院, 1931
- 『日本国民の精神』明治図書, 1931
- 『神道史』厚生閣, 1932
- 『日本思想史 第3 (奈良朝国民の精神生活)』中文館書店, 1933
- 『日本精神概説』東洋図書, 1933
- 『建武の中興』建設社(少年大日本史), 1934
- 『国史と日本精神の顕現』藤井書店, 1934
- 『日本思想史 第4 (平安朝国民の精神生活)』中文館書店, 1935
- 『明治初期文化史』賢文館, 1935
- 『日本精神と其の顕現』青年教育普及会 1936
- 『日本国体新論』育芳社, 1937
- 『日本古代史論』雄山閣, 1937
- 『日本の使命と国民の自覚』目黒書店, 1937
- 『立国の精神と我が国の文化』目黒書店, 1937
- 『国体論史』東洋図書, 1939
- 『神道史講話』目黒書店, 1939
- 『日本思想史 第5巻 (中世国民の精神生活)』中文館, 1939
- 『国学発達史』畝傍書房, 1940
- 『日本思想史 第2巻 (飛鳥白鳳国民の精神生活)』中文館, 1940
- 『日本武士道』学習社文庫, 1942
- 『近世国民の精神生活 日本思想史 上巻』中文館, 1943
- 『奈良時代史』修文館, 1943
- 『日本思想史 第6巻 (近世国民の精神生活 上巻)』中文館書店, 1943
- 『日本政体史論』中文館書店, 1943
- 『大君います国』増進堂, 1944
- 『外来思想の日本的発達』敞文館(黎明選書), 1944
- 『山鹿素行の兵學』ダイヤモンド社(國防科學叢書), 1944